# Liste des chefs touaregs de l'Adrar des Ifoghas
Voici la liste des imenokalan de la confédération des Kel Adagh au Mali dans l'Adrar des Ifoghas. 
À la différence des imenokalan des Kel Ahaggar et de ceux des autres tribus touarègues, la société des Kel Adagh est patrilinéaire.  

## Imenokalan
- Mohammed Almokhtar dit Aïtta
- Abdu Salam
- Idda
- Didda
- Elkhassan
- Malik
- Sid Ormar ag Malik
- Deffa
- Vers 1880 : Khammadin
- Vers 1880-1908 : Illi
- 1908-1912 : Safikhun (petit-fils du précédent)
- 1912-1913 : Mohammed wan Ferzu
- 1913-1914 : Attaher ag Illi
- 1914-1915 : Elfakri ag Illi (frère ainé du précédent)
- 1915-1962 : Attaher ag Illi (fils d'Illi)
- 1962-2014 : Intalla Ag Attaher (fils du précédent)
- 2014-aujourd'hui : Mohamed Ag Intalla (fils du précédent).